# 金属之光
《金属之光》（又译作）是一款由HAL研究所公司制作和发行的图像冒险游戏。本游戏于1991年8月30日在紅白機发行，后以导演剪辑版於2000年11月29日在超级任天堂平台，由任天堂在日本发行（同年12月1日發行閃存卡版），為超级任天堂上最後一款遊戲。
玩家在游戏中，要通过一个命令菜单与周围进行交流。玩家需要搜索每一个可能的选项，目的是为每一个可能的选项。